# Université John-Carroll
Pour les articles homonymes, voir JCU.
L'université John-Carroll (en anglais, John Carroll University ou JCU) est une université américaine située à University Heights dans l'Ohio. Fondée en 1886 par la Compagnie de Jésus sous le nom de St Ignatius College, en 1923 elle devient « université John-Carroll », en l'honneur de John Carroll, un prêtre jésuite qui fut le premier évêque catholique aux États-Unis.

## Source
- (en) Cet article est partiellement ou en totalité issu de l’article de Wikipédia en anglais intitulé « John Carroll University » (voir la liste des auteurs).